# Windows Media Player
Windows Media Player (wym. [ˌwɪndəʊz ˈmiːdiə pleɪə], w skrócie WMP) – stworzony przez firmę Microsoft program komputerowy pełniący głównie funkcję odtwarzacza multimedialnego używanego do odtwarzania cyfrowych multimediów: plików dźwiękowych, wideo, grafik na komputerach osobistych z systemem operacyjnym Microsoft Windows, a także na urządzeniach zgodnych ze specyfikacją Pocket PC i innych z systemem Windows Mobile. Microsoft wydał również wersje aplikacji na komputery Apple Macintosh i Solaris, lecz zaniechał ich kontynuacji.

## Rys techniczny
Program odtwarza zarówno pliki przechowywane lokalnie, jak i przesyłane strumieniowo, obsługuje szeroką paletę formatów plików dźwiękowych i wideo, wśród których są formaty pakietu Windows Media (jak WMA, WMV, ASF, AVI) oraz inne popularne formaty jak MP3, MPEG, WAV, MIDI, AVI, AIFF, AU, a także odtwarza muzyczne dyski CD, Video CD i dyski DVD-Video oraz grafiki, jak na przykład zdjęcia w formacie JPEG. Jednak do odtwarzania niektórych formatów (bardzo często DVD-Video, AVI) potrzebne są z dodatkowe dekodery, które z reguły można osobno zainstalować. Odtwarzacz posiada wbudowaną bibliotekę multimediów, w której są one katalogowane i organizowane w na przykład listy odtwarzania. Ponadto program WMP umożliwia konwersję plików z płyt CD-Audio (zgrywanie) do formatów WMA, WAV i MP3 (ostatni format dostępny jest od wersji 10 odtwarzacza), nagrywanie płyt CD-Audio, współpracuje także z portalem muzycznym Microsoftu, oferując m.in. tuner radiowy i sklep internetowy. WMP obsługuje wtyczki (pluginy), wyświetla wizualizacje, czyli animacje zmieniające się w zależności odtwarzanego dźwięku, umożliwia też stosowanie różnych karnacji (tzw. skórek), zmieniających wygląd odtwarzacza.

## Historia wydań
| Wersja                                          | Data wydania                                                  | Ostatni build                                               | System operacyjny                                            | Nazwa kodowa                |
| Microsoft Windows                               | Microsoft Windows                                             | Microsoft Windows                                           | Microsoft Windows                                            | Microsoft Windows           |
| ----------------------------------------------- | ------------------------------------------------------------- | ----------------------------------------------------------- | ------------------------------------------------------------ | --------------------------- |
| Windows Media Player 12                         | 22 października 2009                                          | 12.0.7601.23517 (7) 12.0.9200.16420 (8) 12.0.19041.329 (10) | Windows 7 Windows 8 Windows 10                               |                             |
| Windows Media Player 11                         | 30 października 2006                                          | 11.0.6002.18311 (Vista) 11.0.5721.5280 (XP)                 | Windows Server 2008 Windows Vista Windows XP SP2 & SP3       | Aurora (Vista) Polaris (XP) |
| Windows Media Player 10                         | 12 października 2004                                          | 10.00.00.4074                                               | Windows Server 2003 SP2 Windows XP                           | Crescent                    |
| Windows Media Player Seria 9                    | 27 stycznia 2003                                              | 9.00.00.4510 (XP) 9.00.00.3364 (2000)                       | Windows XP Windows Me Windows 2000 Windows 98 SE             | Corona                      |
| Windows Media Player dla Windows XP (Wersja 8)  | 25 października 2001                                          | 8.00.00.4487                                                | Windows XP                                                   |                             |
| Windows Media Player 7.1                        | 16 maja 2001                                                  | 7.1                                                         | Windows Me Windows 2000 Windows 98                           |                             |
| Windows Media Player 7.0                        | 17 lipca 2000 (2000, 98 i 95) 14 września 2000 (Me)           | 7.0                                                         | Windows Me Windows 2000 Windows 98 Windows 95                |                             |
| Windows Media Player 6.4 (mplayer2 w XP i 2000) | 22 listopada 1999                                             | 6.4.09.1130 (XP) 6.4.09.1129 (2000)                         | Windows XP Windows 2000 Windows 98 Windows NT 4.0 Windows 95 |                             |
| Windows Media Player 6.1                        | 25 czerwca 1998                                               |                                                             | Windows 98 Windows 95                                        |                             |
| Windows CE/Windows Mobile                       |                                                               |                                                             |                                                              |                             |
| Windows Media Player 11 Mobile                  | 1 kwietnia 2008                                               |                                                             | Windows Mobile 6.1                                           |                             |
| Windows Media Player 10.3 Mobile                | 12 lutego 2007 (6)                                            |                                                             | Windows Mobile 5.0 Windows Mobile 6                          |                             |
| Windows Media Player 10.2 Mobile                |                                                               |                                                             | Windows Mobile 5.0                                           |                             |
| Windows Media Player 10.1 Mobile                | 10 maja 2005                                                  |                                                             | Windows Mobile 5.0                                           |                             |
| Windows Media Player 10 Mobile                  | 12 października 2004                                          |                                                             | Windows Mobile 2003 SE                                       |                             |
| Windows Media Player 9.0.1                      | 24 marca 2004                                                 |                                                             | Windows Mobile 2003 SE                                       |                             |
| Windows Media Player 9 Series                   | 23 czerwca 2003 (Win CE ?)                                    |                                                             | Windows Mobile 2003/ Windows CE 5.0                          | Corona                      |
| Windows Media Player 8.5                        | 11 października 2002                                          |                                                             | Pocket PC 2002                                               |                             |
| Windows Media Player 8.01                       | lipiec 2002                                                   |                                                             | Pocket PC 2002                                               |                             |
| Windows Media Player 8                          | 4 października 2001 (Pocket PC) December 5, 2001 (Smartphone) |                                                             | Pocket PC 2002 Smartphone 2002                               |                             |
| Windows Media Player 7.1                        | 21 maja 2001                                                  |                                                             | Pocket PC 2000                                               |                             |
| Windows Media Player 7                          | 12 grudnia 2000                                               |                                                             | Pocket PC 2000                                               |                             |
| Windows Media Player 1.2                        | 7 września 2000                                               |                                                             | Handheld PC 2000                                             |                             |
| Windows Media Player 1.1                        |                                                               |                                                             | Palm-size PC CE 2.11                                         |                             |
| Windows Media Player                            | 19 kwietnia 2000                                              |                                                             | Pocket PC 2000                                               |                             |
| Mac OS                                          |                                                               |                                                             |                                                              |                             |
| Windows Media Player 9 Series                   | 7 listopada 2003                                              |                                                             | OS X                                                         | Corona                      |
| Windows Media Player 7                          | 24 lipca 2001                                                 | 7.0.1                                                       | Mac OS 9 Mac OS 8                                            |                             |
| Windows Media Player 6.3                        | 17 lipca 2000                                                 |                                                             | Mac OS 8 Mac OS 7                                            |                             |
| Solaris                                         |                                                               |                                                             |                                                              |                             |
| Windows Media Player 6.3                        | 17 lipca 2000                                                 |                                                             | Solaris                                                      |                             |

## Decyzje Komisji Europejskiej
W marcu 2004 Komisja Europejska uznała, że firma Microsoft, wyposażając swój system operacyjny Windows w WMP „złamała prawo do wolnej konkurencji przez nadużycie monopolistycznej pozycji na rynku systemów operacyjnych dla komputerów PC do promowania własnych produktów z zakresu oprogramowania serwerowego i multimedialnego”. Zasądzono grzywnę 497 milionów euro oraz nakazano stworzenie wersji Windows pozbawionej WMP. Dlatego Microsoft stworzył wersję N systemu Windows, która jest pozbawiona Windows Media Playera oraz powiązanych technologii, ale na której można zainstalować ten program. Teraz na rynku dostępny jest wybór między systemem operacyjnym Windows standardowo wyposażonym w WMP a standardowo pozbawionym WMP, na którym można w razie potrzeby zainstalować ten odtwarzacz. Klienci, mając wybór, kupują system bez wbudowanego odtwarzacza w ilości poniżej 1000 sztuk rocznie w całej Europie.